# Enchelynassa canina
Enchelynassa canina je jegulja iz porodice Muraenidae. Obitava u Indijskom i Tihom oceanu. Može narasti do 250 cm. Ovo je jedina vrsta u svom rodu.

## Sinonimi
- Muraena canina Quoy & Gaimard, 1824
- Enchelycore canina (Quoy & Gaimard, 1824)
- Enchelynassa conina (Quoy & Gaimard, 1824)

Izvori